# PGC 66064
LEDA/PGC 66064 ist eine Spiralgalaxie vom Hubble-Typ Sb im Sternbild Indianer am Südsternhimmel. Sie ist schätzungsweise 229 Millionen Lichtjahre von der Milchstraße entfernt und gilt als Mitglied der dreizehn Galaxien zählenden NGC 7038-Gruppe (LGG 441). Möglicherweise bildet sie gemeinsam mit PGC 66062 ein gravitativ gebundenes Galaxienpaar.